# Castell de Vinfaro
El castell de Vinfaro està situat a l'extrem de llevant del tossal del mateix nom, davant per davant del poble d'Alfés, a l'altra banda del riu Set. A l'extrem occidental del tossal, que és allargassat, s'hi han trobat indicis d'un assentament de l'edat de bronze.

## Història
El primer esment d'aquest castell és de l'any 1148, abans de la conquesta de Lleida, en què el comte Ramon Berenguer IV va concedir a Arnau de Montpaó el castell de Vinfaro a condició de tenir-lo per senyors. El 1197 apareix com a propietaria de Vinfaro la família Guiu o Giner, que el 1282 el va vendre a Esteve de Cardona. Des d'aleshores, el domini passà d'un senyor a un altre, generalment membres de les grans famílies de la ciutat de Lleida. El 1369 era de Pere Romeu Sacosta i de la seva muller Constança, que van vendre el terme a Pere Romeu, ciutadà de Lleida. El 1516 els Montagut i Vallterra van vendre el lloc als Remolins.
Al començament del segle xvii, trobem Vinfaro sota domini dels Riquer, marquesos de Benavent i ciutadans de Lleida. En aquest moment, Vinfaro només devia tenir dos focs, que es van mantenir fins a la guerra de Successió. Després el lloc esdevingué un despoblat amb una única masia.

## Arquitectura
Un vall de 12 m d'amplada i 3 m de fondària separa el castell de la resta del tossal. En la part nord-oest del vall hi ha restes d'un mur fet de carreus ben treballats la major part dels quals han estat espoliats. Aquest mur no tancava el fossar, ja que a partir de la seva meitat fa un gir de 90° i s'endinsa cap al mig del tall artificial.
A la part de llevant hi ha els vestigis de la fortificació, la qual devia tenir una planta rectangular, com mostren els indicis del mur perimetral. Es conserven les filades inferiors del costat nord i traces de la banda est. Al sud hi ha un parament a tot llarg que encara manté 2 m d'alçada i que és fet de maçoneria ben lligada amb morter, així com algun carreu; pot ser el reble d'algun mur fet amb carreus. Per la banda oest o del fossat hi ha indicis d'un doble mur, el més antic fet de carreus de gres, que a la part septentrional té una petita porta o potser una espitllera d'esqueixada simple. Paral·lelament per davant, hi ha restes d'un altre mur fet d'encofrat.
Al mig del vessant nord del tossal hi ha la paret meridional i l'arrencada de la paret de ponent d'un construcció rectangular que podria ser una cisterna. Havia estat construïda amb carreus ben escairats que han estat espoliats. Per sota de la roca basal de gres hi ha una galeria estreta d'uns 6 m de llargada.
Del conjunt del castell sembla que el sector més antic és el mur interior de ponent que se situaria al voltant del segle xii. Potser aquest mur correspon a la força d'origen islàmic que després de la conquesta passà a mans cristianes que l'adaptaren a les seves necessitats fent, potser, la cisterna, nous murs i espitlleres en el mur més antic. Segles més tard la fortificació devia perdre el seu caràcter defensiu, cosa que explica la construcció existent al fossat.